# Eparquía de Nuestra Señora del Líbano de París
La eparquía de Nuestra Señora del Líbano de París (en latín: Eparchia Dominae Nostrae Libanensis Parisiensis Maronitarum y en francés: Éparchie Notre-Dame du Liban de Paris des Maronites) es una circunscripción eclesiástica de la Iglesia católica en Francia. Se trata de una eparquía maronita, inmediatamente sujeta a la Santa Sede. Desde el 21 de julio de 2012 su eparca es Nasser Gemayel.

## Territorio y organización

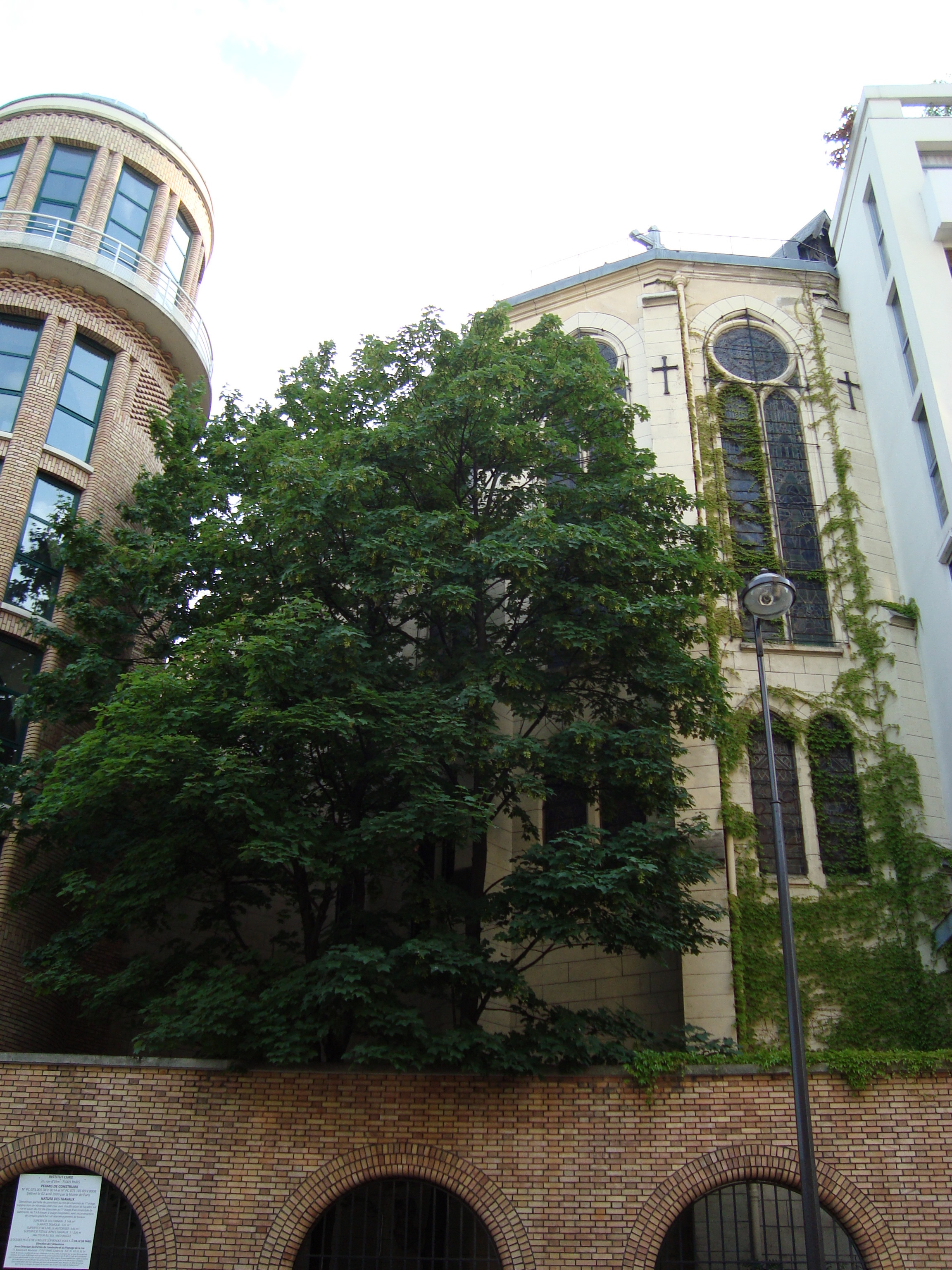
Capilla Notre-Dame du Liban en el Instituto Curie

La eparquía extiende su jurisdicción sobre los fieles católicos de rito antioqueno maronita residentes en Francia.
La sede de la eparquía se encuentra en la ciudad de París en donde se halla la Catedral de Nuestra Señora del Líbano.
En 2021 en la eparquía existían 9 parroquias:
- Catedral de Nuestra Señora del Líbano (Paroisse Notre-Dame du Liban) en París
- Nuestra Señora del Líbano (Paroisse Notre-Dame du Liban) en Marsella
- Nuestra Señora del Líbano (Paroisse Notre-Dame du Liban) en Lyon
- San Chárbel (Paroisse Saint Charbel) en Suresnes en el área de París

Misiones
- Misión en Burdeos y Gironda (Bordeaux et Gironde) en Burdeos
- Misión en Niza y Alpes Marítimos (Nice et Alpes Maritimes) en Niza

Comunidades religiosas
- Orden Antoniana Maronita (Ordre Antonin Maronite) en el Séminaire Saint-Irénée de Lyon
- Communauté de l’Ordre des Soeurs Antonines en París
- Casa San Chárbel de la Orden Libanesa Maronita (Maison Saint Charbel de l’Ordre Libanais Maronite) en Suresnes
- Congrégation des soeurs Maronites de la Sainte Famille en el Hôpital Notre-Dame du Perpétuel secours de Levallois Perret[3]

El eparca Nasser Gemayel fue a la vez designado visitador apostólico maronita en Europa occidental y septentrional. Bajo su cuidado se hallan parroquias, comunidades y religiosos en:
- Italia: en Roma en 4 monasterios se hallan el procurador patriarcal en el Collegio Pontificale Maronita y los procuradores de las órdenes Antoniana Maronita (en el Collegio San Isaia), Mariamita Maronita (en el Collegio Maronita B.M.V) y Libanesa Maronita (en la Casa di Procura dell’Ordine Libanese Maronita).[5]
- Suiza: un sacerdote de la diócesis de Lausana, Ginebra y Friburgo en la comunidad de Lucens (cantón de Vaud).[6]
- Reino Unido: parroquia Our Lady Of Lebanon Maronite Catholic Church en la parroquia latina Our Lady of Sorrows de Paddington, área de Londres.[7] Pertenece a la arquidiócesis de Westminster.
- Países Bajos: un sacerdote de la Iglesia caldea con sede en Münster (Alemania) asiste a las comunidades árabes en los Países Bajos, entre ellas a la maronita de Enschede.
- Bélgica: la parroquia maronita y el Monastère Saint Charbel de la Orden Libanesa Maronita en la antigua abadía de Bois-Seigneur-Isaac se encuentran en Ophain-Bois-Seigneur-Isaac en el área de Bruselas.[8]
- Suecia: en la diócesis de Estocolmo existe el Vikariatet för de orientalisk-katolska kyrkorna som är representerade i Sverige del que dependen la parroquia maronita en la iglesia de Sankt Ansgar en Södertälje en el área de Estocolmo (con filial en la Den Helige Marouns kyrka de Skärholmen) y el sacerdote basado en Västra Frölunda en Gotemburgo.[9][10]
- Alemania: la Misión Maronita en Alemania (Maronitenmission Deutschland) tiene el monasterio de la Asunción de María (Kloster Haus Maria) de la Orden Libanesa Maronita en Warburg y comunidades con sacerdotes en Berlín, Dusseldorf, Fráncfort del Meno (sede del superior de la misión), Hamburgo, Hannover y Múnich y servicios ocasionales en la iglesia St. Paulus en Syke por el sacerdote caldeo de Münster.[11]
- Austria: comunidad con sacerdote en la parroquia latina Anunciación de María en Roßau en la arquidiócesis de Viena.[12]

## Historia
Los fieles maronitas en Francia dependieron de las diócesis latinas hasta la erección del ordinariato para los fieles de rito oriental en Francia el 16 de junio de 1954 mediante el decreto Nobilis Galliae Natio de la Congregación para las Iglesias Orientales.
La eparquía fue erigida el 21 de julio de 2012 mediante con la bula Historia traditiones del papa Benedicto XVI.

Patrimonium hoc ecclesiasticum et spirituale Nos tueri et promovere volentes, nunc singillatim de fidelibus Ecclesiae Antiochenae Maronitarum in Gallia sollicitam curam habemus. Itaque, postquam de hac re Cardinalis Praefectus Congregationis pro Ecclesiis Orientalibus rettulit, de auctoritate Nostra Apostolica novam Eparchiam sub titulo Dominae Nostrae Libanensis Parisiensis Maronitarum pro fidelibus catholicis Ecclesiae Antiochenae Maronitarum in Gallia commorantibus constituimus, cunctis factis propriis iuribus et obligationibus. Novae ecclesialis communitatis sedem in urbe Parisiensi ponimus.

## Estadísticas
Según el Anuario Pontificio 2022 la eparquía tenía a fines de 2021 un total de 51 520 fieles bautizados.
| Año                                                                             | Población            | Población | Población      | Sacerdotes | Sacerdotes    | Sacerdotes    | Bautizados por sacerdote | Diáconos permanentes | Religiosos | Religiosos | Parroquias |
| Año                                                                             | Bautizados católicos | Total     | % de católicos | Total      | Clero secular | Clero regular | Bautizados por sacerdote | Diáconos permanentes | Varones    | Mujeres    | Parroquias |
| ------------------------------------------------------------------------------- | -------------------- | --------- | -------------- | ---------- | ------------- | ------------- | ------------------------ | -------------------- | ---------- | ---------- | ---------- |
| 2012                                                                            | 50 000               |           |                | 9          | 6             | 3             | 5555                     |                      | 14         | 9          | 3          |
| 2013                                                                            | 50 300               |           |                | 6          | 3             | 3             | 8383                     |                      | 14         | 9          | 4          |
| 2016                                                                            | 50 944               |           |                | 12         | 3             | 9             | 4245                     |                      | 3          | 8          | 8          |
| 2019                                                                            | 51 200               |           |                | 19         | 4             | 15            | 2694                     |                      | 4          | 5          | 9          |
| 2021                                                                            | 51 520               |           |                | 21         | 21            |               | 2453                     |                      |            | 1          | 9          |
| Fuente: Catholic-Hierarchy, que a su vez toma los datos del Anuario Pontificio. |                      |           |                |            |               |               |                          |                      |            |            |            |

## Episcopologio
- Nasser Gemayel, desde el 21 de julio de 2012
  - Peter Karam, desde el 9 de noviembre de 2022 (administrador apostólico sede plena)